# Concerto pour piano de Schönberg
Pour un article plus général, voir Concerto pour piano.
Pour les articles homonymes, voir Concerto pour piano (homonymie).
Le Concerto opus 42 est le seul concerto pour piano et orchestre d'Arnold Schönberg. Composé entre août et décembre 1942 aux États-Unis et de style dodécaphonique, il fut créé le 6 février 1944 avec Eduard Steuermann au piano et l'orchestre de la NBC dirigé par Leopold Stokowski à la direction. L'œuvre est d'un seul mouvement divisé en quatre parties enchainées.
Son exécution demande une vingtaine de minutes.

## Analyse de l'œuvre
1. Andante
2. Molto allegro
3. Adagio
4. Finale - Giocoso moderato